# ヴェットール・ピサニ級装甲巡洋艦
| ヴェットール・ピサニ級装甲巡洋艦                | ヴェットール・ピサニ級装甲巡洋艦 |
| ----------------------------------------------- | --- |
| 竣工時の「カルロ・アルベルト（Carlo Alberto）」 | |
| 艦級概観                                        | |
| 艦種                                            | 装甲巡洋艦 |
| 艦名                                            | 人名 |
| 前級                                            | マルコ・ポーロ |
| 次級                                            | ジュゼッペ・ガリバルディ級 |
| 性能諸元（竣工時）                              | |
| 排水量                                          | 常備：6,720トン（カルロ・アルベルト：6.832トン） 満載：7,242トン（カルロ・アルベルト：7.170トン） |
| 全長                                            | 105.7m |
| 水線長                                          | 99.0m |
| 全幅                                            | 18.0m |
| 吃水                                            | 7.0m（常備） 7.5m（満載） |
| 機関                                            | 形式不明石炭・重油混焼円缶8基 ＋直立型三段膨張式三気筒レシプロ機関2基2軸推進 |
| 最大出力                                        | 13,259hp |
| 最大速力                                        | 18.6ノット（カルロ・アルベルト：19.0ノット） |
| 航続距離                                        | 10ノット/6,000海里 |
| 燃料                                            | 石炭：600トン（カルロ・アルベルト：1,000トン） 重油：120トン |
| 乗員                                            | 486名（カルロ・アルベルト：430名） |
| 兵装                                            | アームストロング 1892年型 15.2cm（40口径）単装速射砲6基 アームストロング 1891年型 12cm（40口径）単装速射砲8基 アームストロング 7.62cm(40口径)単装砲2基 アームストロング 5.7cm（40口径）単装速射砲14基 オチキス 3.7cm（23口径）単装機砲10基 45cm水中魚雷発射管5基 |
| 装甲                                            | 舷側：150mm（水線面） 甲板：37mm 主砲塔：150mm（前盾） バーベット部：51mm 司令塔：150mm |

ヴェットール・ピサニ級装甲巡洋艦（伊: incrociatori corazzati della classe Vettor Pisani）は、イタリア海軍の装甲巡洋艦の艦級。設計者はエドアルド・マズデア造船士官。本級は前級よりも排水量が約40%増加した事に伴い、防御装甲が強化された。イタリア海軍では二等戦艦として建造された。（海外では装甲巡洋艦に類別）

## 艦形

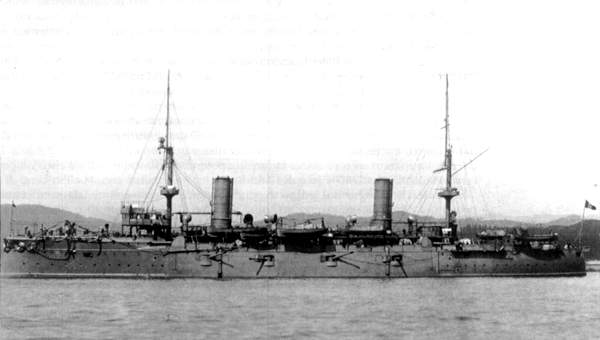
写真は「カルロ・アルベルト」。

本級の武装と防御範囲を示した図。

本級の船体形状は乾舷の高い短船首楼型船体で艦首から艦首甲板上に「アームストロング 1892年型 15.2cm（40口径）速射砲」を防盾の付いた単装砲架で1基、下部に司令塔を組み込んだ両脇に船橋を持つ操舵艦橋の背後に頂上部と中部に2段の見張り所を設けた前部ミリタリー・マストが立つ。この時代のイタリア巡洋艦は缶室分離配置を採用しているために前後に離れた2本煙突が立っている。舷側甲板上に前後に離れて15.2cm速射砲が片舷に2基ずつ配置された。煙突の周囲は煙管型の通風筒が立つ艦載艇置き場となっており、前後のミリタリー・マストの基部に付いたジブ・クレーンにより運用された。2番煙突の後部には後部艦橋を挟んで前部と同じ形状の後部ミリタリー・マストが立ち、その後ろの後部甲板上に防盾の付いた6番主砲が1基配置された。船体中央部の舷側には舷側装甲に開けられた砲郭配置で副砲の「アームストロング 1891年型 12cm（40口径）速射砲」を単装砲架で片舷4基ずつ計8基を配置した。装甲の配置されていない艦首尾部には植民地警備時の通風を良くするために至る所に舷窓が開けられていた。

## 同型艦
- ヴェットール・ピサニ (Vettor Pisani)
カステラマーレ造船所で1892年起工、1895年8月14日進水、1899年4月1日竣工。1916年から1918年に工作艦に改装後、1920年1月2日に除籍。

- カルロ・アルベルト (Carlo Alberto)
ラ・スペリア造船所で1893年起工、1896年9月23日進水、1898年5月1日竣工。1907年から1910年に水雷・砲術練習艦に類別。1917年に武装撤去後に兵員輸送艦に改装され「ゼンソン（Zenson）」と改名。1920年6月12日に除籍。

## 参考図書
- 「世界の艦船増刊 イタリア巡洋艦史」(海人社)